# Silvio Serra

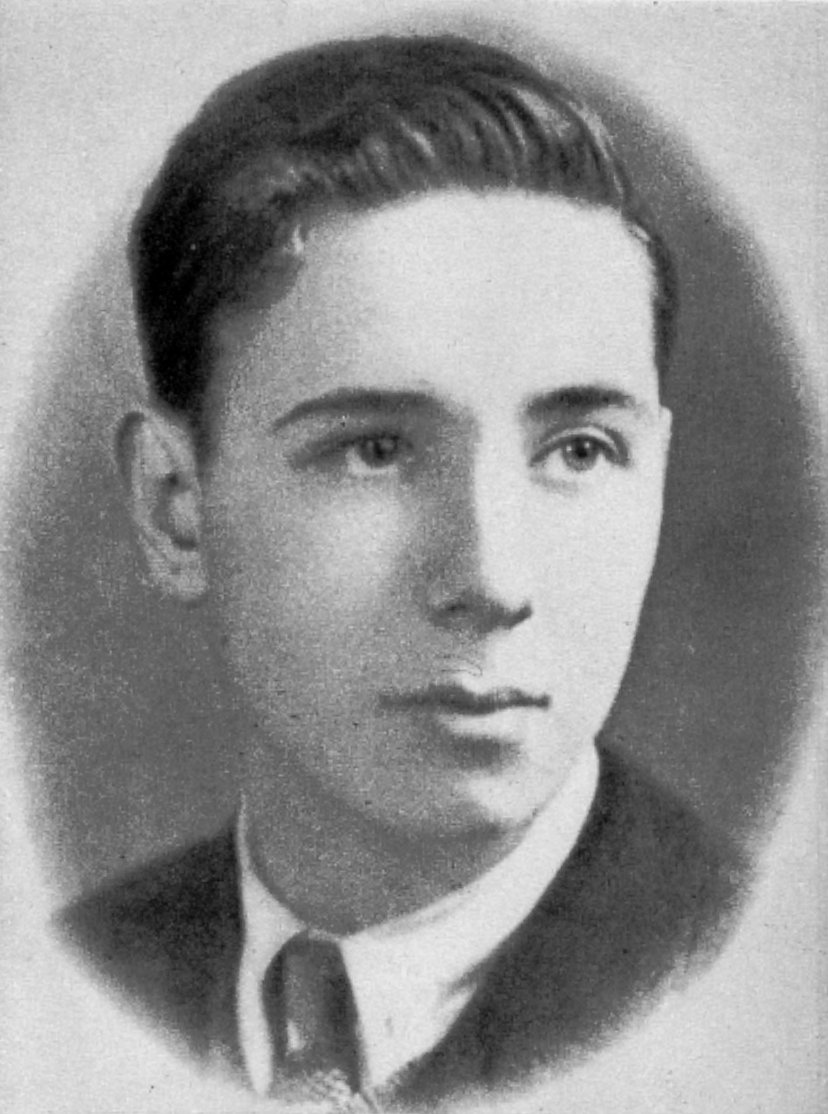
Silvio Serra

Silvio Serra (Cagliari, 20 novembre 1923 – Alfonsine, 11 aprile 1945) è stato un partigiano italiano, Medaglia d'Oro al Valor Militare alla memoria.

## Biografia
Ultimo degli undici figli del notaio Efisio Serra - uno dei pochi notai della provincia di Cagliari che nelle elezioni del 1924 autenticavano le candidature antifasciste - frequenta a Cagliari le scuole elementari e il Ginnasio. Dopo la morte prematura del padre si trasferisce con la famiglia a Roma, dove frequenta il Liceo Tasso per poi iscriversi alla facoltà di Giurisprudenza.
Nella seconda metà del 1943 entra a far parte dei Gruppi di Azione Patriottica (GAP) insieme all'amico e conterraneo Luigi Pintor, partecipando alle numerose operazioni di sabotaggio che i partigiani "di città" compivano instancabilmente ai danni delle truppe nemiche occupanti, fra cui anche il noto attentato di via Rasella il 23 marzo 1944.
In seguito alla delazione di Guglielmo Blasi, ex compagno di lotta passato al servizio dei tedeschi, il 15 maggio 1944 è catturato dalla polizia fascista e incarcerato nella famigerata pensione Jaccarino di Via Romagna - seconda per fama solo al covo delle SS di via Tasso - dove viene sottoposto ad estenuanti torture da parte della banda Koch.
Viene poi trasferito nel carcere di Regina Coeli e condannato a morte, ma riesce a scampare all'esecuzione grazie al sopraggiungere degli Alleati nella Capitale.
Non pago delle azioni compiute e noncurante delle conseguenze delle torture e della prigionia (fra cui una pleurite), Silvio si arruola volontario nei Gruppi di Combattimento impegnati sui fronti settentrionali per la liberazione del Nord Italia. Nel gennaio del 1945 viene inquadrato nella 7ª Compagnia del II Battaglione "Cremona".
Impegnato lungo la linea Gotica presso il fiume Senio, l'11 aprile del 1945 viene ferito da una scheggia di bomba da mortaio e muore a soli 22 anni nella battaglia di Alfonsine, una delle ultime azioni di guerra prima della Liberazione.
È sepolto nel sacrario militare della Camerlona, presso Alfonsine (Ravenna).